# Petőfibrug

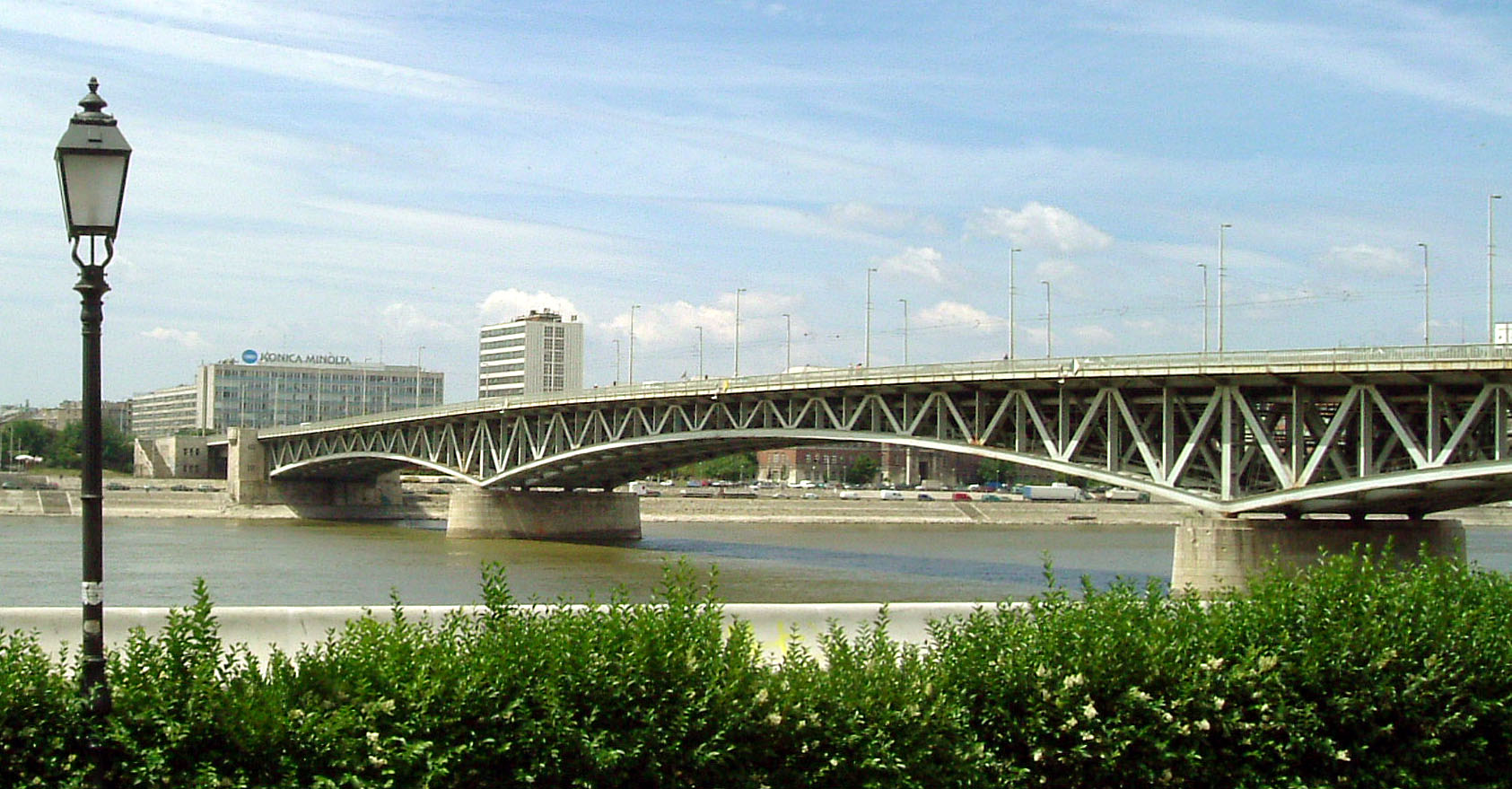
De Petőfibrug

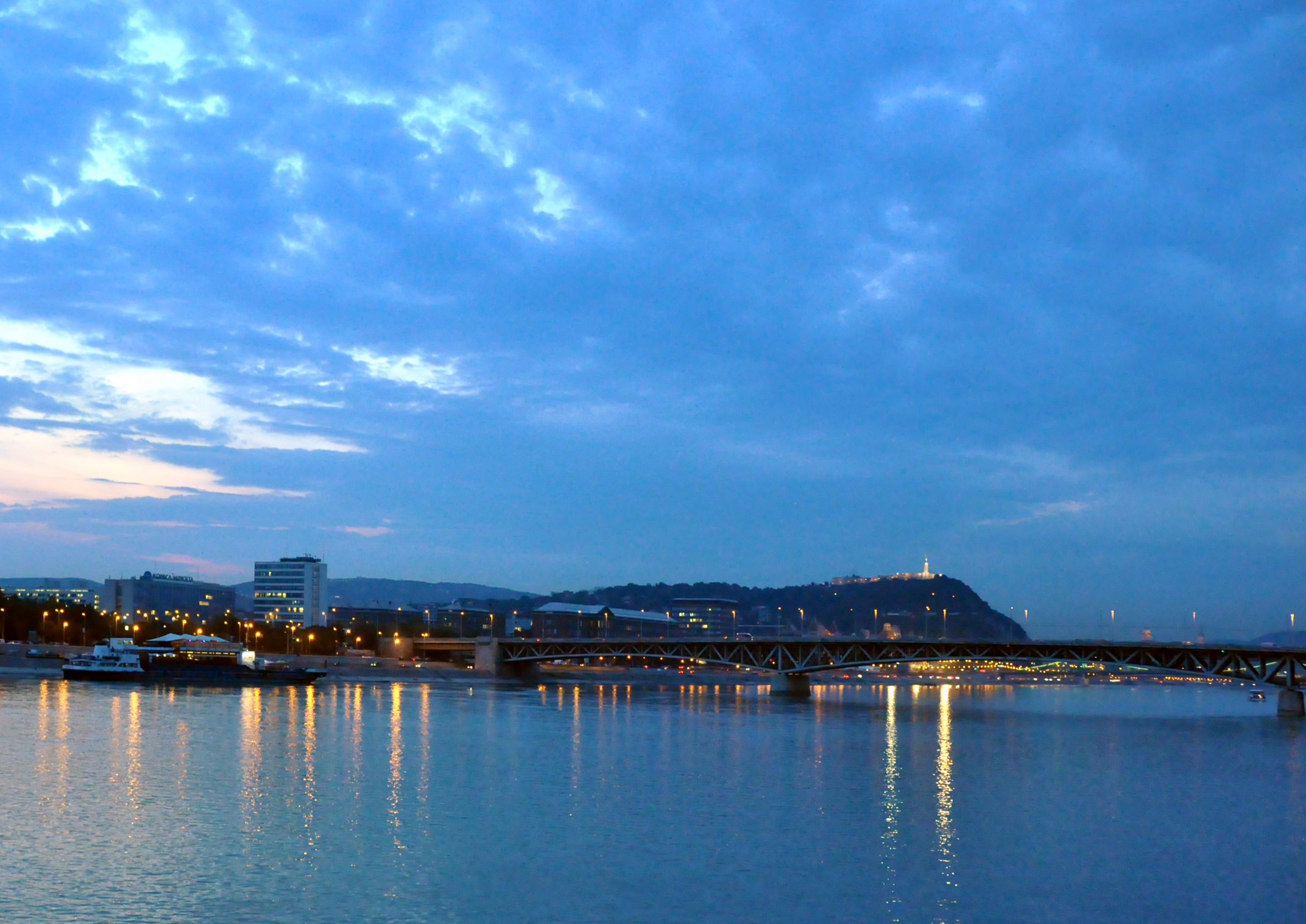
De Donau en de Petőfibrug bij valavond

De Petőfibrug (Petőfi híd) is een van de negen bruggen over de Donau in Boedapest. Hij werd gebouwd tussen 1933-1937 naar een ontwerp van de Hongaarse architect Hubert Pál Álgyai en heette tot 1945 de Miklós Horthybrug
Deze oorspronkelijke brug werd op het einde van de Tweede Wereldoorlog, op 15 januari 1945, vernield. In 1952 was de nieuwe brug gereed. Zij werd nu genoemd naar Sándor Petőfi, een Hongaars dichter, radicaal nationalist en revolutionair (geboren 1823), die op 31 juli 1849 sneuvelde tijdens een van de laatste veldslagen van de Hongaarse Revolutie van 1848-1849 en sindsdien geëerd wordt als nationale held en als symbool van de Hongaarse vrijheids- en vaderlandsliefde.
De huidige brug is 25,6 meter breed en 378 meter lang (of 514 meter, als de toegangsbruggen over de auto- en trambanen langs de Donauoevers worden meegerekend)  en verbindt de boulevards van Boeda met de zuidelijke boulevards van Pest. De brug komt in Boeda uit aan het Goldmann György tér en de Irinyi József utca, nabij de Technische Universiteit van Boedapest. In Pest op de linkeroever sluit zij aan op het Boráros tér, een plein waar brede lanen en straten op uitkomen en dat een knooppunt van het openbaar vervoer vormt (bus, tram, HÉV-voorstadstrein). Over de brug lopen de tramlijnen 4 en 6.